# Théogène Ricard
Théogène Ricard PC (* 30. April 1909 in Saint-Guillaume-d’Upton, Québec; † 7. April 2006) war ein kanadischer Wirtschaftsmanager und Politiker der Progressiv-konservativen Partei Kanadas, der fünfzehn Jahre lang Abgeordneter des Unterhauses sowie kurzzeitig Minister war.

## Leben
Ricard war nach dem Schulbesuch als Handels-, Versicherungsvertreter sowie Personalmanager in der Privatwirtschaft tätig.
Bei der Unterhauswahl vom 10. Juni 1957 wurde Ricard als Kandidat der Progressiv-konservativen Partei im Wahlkreis Saint-Hyacinthe-Bagot erstmals als Abgeordneter in das Unterhaus gewählt und gehörte diesem mehr als fünfzehn Jahre lang bis zur Wahl am 30. Oktober 1972 an. Während seiner Unterhauszugehörigkeit war er zwischen Mai 1958 und Juli 1959 Vizevorsitzender des Ständigen Unterhausausschusses für industrielle Beziehungen.
Ricard fungierte vom 18. Januar bis zum 19. April 1962 sowie erneut vom 17. August 1962 bis zum 6. Februar 1963 als Parlamentarischer Sekretär von Premierminister John Diefenbaker. Daneben fungierte er zwischen 1962 und dem 18. März 1963 als Erster Parlamentarischer Geschäftsführer (Chief Government Whip) der Fraktion der Progressiv-konservativen Partei im Unterhaus.
Am 18. März 1963 wurde er von Premierminister Diefenbaker zum Minister ohne Geschäftsbereich in das 18. kanadische Kabinett berufen und bekleidete dieses Amt bis zum Ende von Diefenbakers Amtszeit am 21. April 1963.
Nach der Wahlniederlage seiner Partei bei der Unterhauswahl vom 8. April 1963 wurde Ricard Sprecher der Opposition für Arbeit. Später fungierte er von 1966 bis September 1968 als Vizevorsitzender des Parteiausschusses der Progressiv-konservativen Partei und war anschließend zwischen September 1968 bis Dezember 1972 Sprecher der Opposition für öffentliche Arbeiten.